# Aeroportul Tchibanga
Aeroportul Tchibanga (IATA: TCH, ICAO: FOOT) este un aeroport din Tchibanga⁠(d), Provincia Nyanga, Gabon.
Situat la o altitudine de 82 m, aeroportul dispune de o singură pistă.